# Santa Clara (Nou Mèxic)
Santa Clara és una població dels Estats Units a l'estat de Nou Mèxic. Segons el cens del 2000 tenia 1.944 habitants.

## Demografia
Segons el cens del 2000, Santa Clara tenia 1.944 habitants, 696 habitatges, i 496 famílies. La densitat de població era de 743,2 habitants per km².
Dels 696 habitatges en un 38,4% hi vivien nens de menys de 18 anys, en un 46% hi vivien parelles casades, en un 20,4% dones solteres, i en un 28,7% no eren unitats familiars. En el 25,6% dels habitatges hi vivien persones soles el 10,6% de les quals corresponia a persones de 65 anys o més que vivien soles. El nombre mitjà de persones vivint en cada habitatge era de 2,79 i el nombre mitjà de persones que vivien en cada família era de 3,38.
Per edats la població es repartia de la següent manera: un 32,8% tenia menys de 18 anys, un 8,6% entre 18 i 24, un 23,7% entre 25 i 44, un 19,6% de 45 a 60 i un 15,3% 65 anys o més.
L'edat mediana era de 32 anys. Per cada 100 dones de 18 o més anys hi havia 83,8 homes.
La renda mediana per habitatge era de 20.980 $ i la renda mediana per família de 24.732 $. Els homes tenien una renda mediana de 26.471 $ mentre que les dones 16.875 $. La renda per capita de la població era de 9.484 $. Aproximadament el 27,1% de les famílies i el 28,8% de la població estaven per davall del llindar de pobresa.

## Poblacions més properes
El següent diagrama mostra les poblacions més properes.